# Danny Trejo
Danny Trejo (ur. 16 maja 1944 w Los Angeles) – amerykański aktor charakterystyczny i producent filmowy meksykańskiego pochodzenia. Często występuje w filmach Roberta Rodrigueza.

## Życiorys

### Wczesne lata
Dan Trejo urodził się w Echo Park, dzielnicy Los Angeles, jako syn Alice (z domu Rivera) i Dionisia „Dana” Trejo, pracownika budowlanego. Jego rodzina była pochodzenia meksykańskiego. Jest kuzynem reżysera Roberta Rodrigueza, choć Trejo i Rodriguez nie wiedzieli o tym, gdy kręcili Desperado (1995).
Dorastał w niesprzyjającym środowisku. W młodości był uzależniony od narkotyków. Według niego samego, w wieku ośmiu lat zetknął się z marihuaną, a w wieku dwunastu lat był już uzależniony od heroiny, nadużywał też alkoholu. Często popadał w konflikty z prawem i jako nieletni przebywał w zakładach poprawczych, a następnie licznych zakładach karnych w Kalifornii. Spędził ogółem 11 lat w więzieniu za rozbój i przestępstwa narkotykowe. Zmienił swoje życie dzięki programowi 12 kroków. Według niego, zresocjalizował się dzięki religii i w 1969 roku wyszedł z więzienia na zwolnienie warunkowe. W międzyczasie zdobył tytuły bokserskie i stał się mistrzem wagi półśredniej w więzieniu San Quentin.

### Kariera
Po opuszczeniu zakładu karnego skończył z nałogami i pracował jako opiekun młodzieży uzależnionej od narkotyków. W 1985 roku trafił przypadkiem na plan filmowy, gdy nastoletni pacjent poprosił go o wsparcie w związku z problemami z kokainą podczas kręcenia dramatu sensacyjno-przygodowego Andrieja Konczałowskiego Uciekający pociąg (Runaway Train). Scenarzysta filmu Edward Bunker, znał Trejo z umiejętności bokserskich z więzienia San Quentin, stąd zaoferował mu 320 dolarów dziennie za lekcje boksu dla Erica Robertsa. Reżyser Konczałowski zaangażował go do pracy jako statystę w scenach więziennych i postanowił zaoferować mu niewielką rolę boksera. Trejo następnie zaczął pojawiać się w wielu innych filmach, na ogół niskobudżetowych filmach akcji klasy B, zwykle jako czarny charakter – twardy przestępca lub złoczyńca, ze względu na charakterystyczny wygląd „twardziela”, w tym długie włosy, groźny wyraz twarzy i liczne tatuaże. Do 2020 roku grane przez niego postaci zostały „zabite” w 65 filmach, pobijając tym samym rekord w kinematografii.
Początkowo głównie statystował lub grał w epizodach, a pierwszą drugoplanową postać złoczyńcy wymienioną z imienia zagrał w filmie Życzenie śmierci 4 z 1987 roku. Przełom w jego karierze przyszedł w 1995 roku, gdy pojawił się w filmach Gorączka oraz Desperado, który zapoczątkował jego długoletnią współpracę z Robertem Rodriguezem. Większą rolę zagrał także w jego horrorze Od zmierzchu do świtu. Dzięki tym filmom stał się znanym aktorem epizodycznym, o utrwalonym wizerunku ekranowym. Kolejnym przełomem była po raz pierwszy rola pozytywnego głównego bohatera o przezwisku Maczeta w serii filmów zapoczątkowanej w 2010 roku przez film o tym tytule. Swój wizerunek eksploatował także w filmach dla dzieci, jak Muppety: Poza prawem. Do 2019 roku zagrał role w około 400 filmach.
Jego wizerunek był wykorzystany też w grach: Def Jam: Fight for NY (2004) jako żołnierz po stronie Crow, dodatku do gry Call of Duty: Black Ops (2010) - Call of the Dead i Fallout: New Vegas (2010) jako Raul Alfonso Tejada. Był też częścią interaktywnego samouczka w grze The Fight. W 2015 wystąpił w teledysku do utworu Repentless zespołu Slayer.

### Życie prywatne
Zamieszkał w San Fernando Valley. 12 grudnia 1997 ożenił się z Debbie. Ma trójkę dzieci: dwóch synów - Danny'ego Boya (ur. 1981) i Gilberta (ur. 8 marca 1988) oraz córkę Danielle Reynę (ur. 14 czerwca 1990). W 2009 żona złożyła pozew o rozwód.
Został właścicielem kilku przedsięwzięć w branży spożywczej i gastronomicznej; od stycznia 2016 obejmowały one restaurację taco na La Brea Avenue w Los Angeles, jego własne marki piwa, kawy i różne towary, w tym kanapki z lodów.

## Wybrana filmografia
- 1985: Uciekający pociąg jako bokser
- 1987: Życzenie śmierci 4 jako Art Sanella
- 1988: Kuloodporny jako Sharkey
- 1989: Rozdanie Shannona jako Raul Galindez
- 1989: Klatka jako goryl Costello
- 1990: Naznaczony śmiercią jako Hector
- 1991: Być dziwką jako tatuażysta
- 1995: Gorączka jako Trejo
- 1995: Desperado jako Navajas
- 1996: Jaguar jako Kumare
- 1996: Od zmierzchu do świtu jako Razor Charlie
- 1997: Con Air – lot skazańców jako Johnny „Johnny-23” Baca
- 1997: Anakonda jako Poacher
- 1997: Wariaci jako Manuel Batista
- 1998: Zabójczy układ jako Collins
- 1998: Sześć dni, siedem nocy jako Pierce
- 1999: Inferno – piekielna walka jako Johnny 6 palców
- 1999: Od zmierzchu do świtu 2 jako Razor Eddie
- 2000: Od zmierzchu do świtu 3: Córka kata jako Razor Charlie
- 2000: Gniazdo os jako Vito
- 2001: Mali agenci jako Isidoro „Machete” Cortez
- 2002: Jezioro Solton jako Mały Bill
- 2002: Mali agenci 2: Wyspa marzeń jako Isidoro „Machete” Cortez
- 2003: Pewnego razu w Meksyku: Desperado 2 jako Cucuy
- 2003: Mali agenci 3D: Trójwymiarowy odjazd jako Isidoro „Machete” Cortez
- 2005: Bękarty diabła jako Rondo
- 2005: Gotowe na wszystko jako Hector Ramos (sezon 2 odcinek 8)
- 2005: Kruk IV jako Harold
- 2005: Niewidzialny morderca jako Carlos Santiago
- 2007: Halloween jako Ismael Cruz
- 2009: Breaking Bad jako Tortuga (sezon 2 odcinek 7)
- 2010: Maczeta jako Machete Cortez
- 2010: Predators jako Cuchillo
- 2010: Wyścig Śmierci 2 jako Goldberg
- 2011: House of the Rising Sun jako Carlos
- 2011: Recoli jako Drayke
- 2012: Bad Ass: Twardziel jako Frank „Bad Ass” Vega
- 2012: Wyścig Śmierci 3 jako Goldberg
- 2013: Maczeta zabija jako Machete Cortez
- 2013: Dead in Tombstone
- 2013: Zombie Hunter jako ksiądz
- 2014: Bullet jako Bullet
- 2014: Bad Ass 2:Twardziele jako Frank Vega
- 2015: Cyborg X jako kapitan Machine Gun
- 2015: Dobry, zły i martwy jako Mateo Perez
- 2018: Death Race: Beyond Anarchy jako Goldberg
- 2019: The Short History of the Long Road jako Miguel
- 2020: SpongeBob Film: Na ratunek jako El Diablo